# Bíblia siríaca de Paris

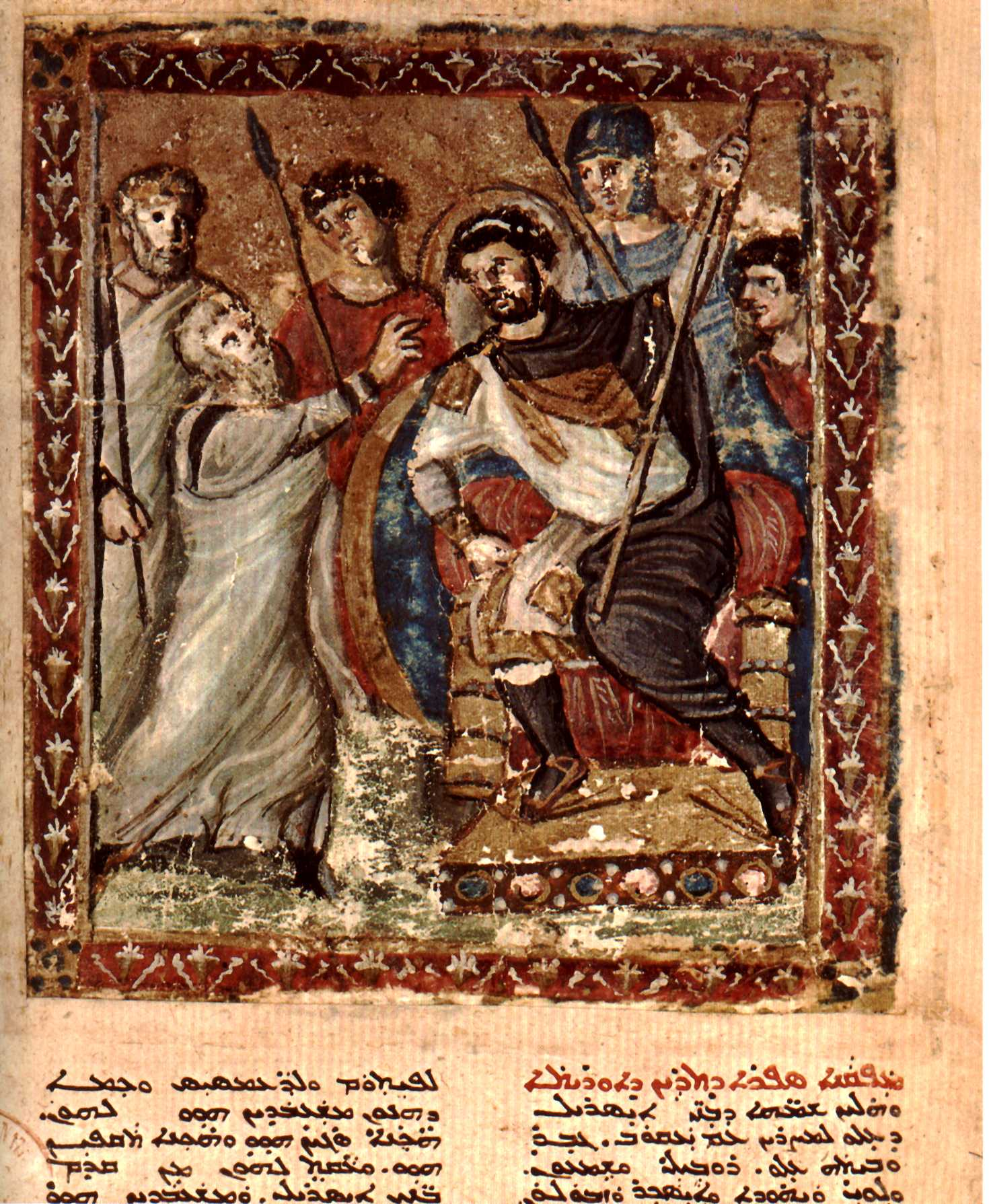
Folio 8r, mostrando Moisés diante do Faraó

A Bíblia siríaca de Paris é uma Bíblia manuscrita e iluminada escrita em siríaco no século VI ou VII, possivelmente na biblioteca episcopal de Sirte, próximo ao lago de Vã, na atual Turquia. Atualmente se encontra preservada na Biblioteca Nacional de Paris (MS syr. 341), onde ingressou em 1909.
O manuscrito perdeu muitas folhas, mas permanecem 246, que mostram um texto escrito em três colunas, com iluminuras no início de cada livro, algumas combinando váias cenas em uma composição única, e escolhendo motivos raramente contemplados em manuscritos do mesmo período. Algumas cenas são alegóricas, outras são descritivas, e há também retratos, como o de São Tiago, a única figura que se preservou do Novo Testamento. O estilo é semelhante ao dos Evangelhos Rabula, de 586, o que permitiu sua datação. 